# Pont Saint-Servais
Le pont Saint-Servais est un pont datant du XIIIe siècle traversant la Meuse à Maastricht. Il est considéré comme le plus ancien pont des Pays-Bas.

## Histoire
Le pont a été construit entre 1280 et 1298 sur ordre du chapitre de Saint-Servais donné en 1275 afin de remplacer le premier pont romain qui s'était effondré,. À l'origine, il comptait neuf arches en pierre et une portion en bois du côté du Wyck. Celle-ci était destinée à être rapidement démontée en cas de siège. Vers 1640, la première arche située à l'ouest s'est retrouvée au sec à la suite de l'altération de l'écoulement de la Meuse, par conséquent elle fut murée et intégrée au nouveau quai. Le pont ne comptait donc plus que huit arches.
Au début des années 1680, le pont est en très mauvais état et les édiles locaux demandent au moine architecte François Romain d'intervenir. Sa soumission pour la reconstruction de la première arche est approuvée le 21 juin 1683. En 1684, on lui confie également la démolition et la reconstruction de la pile de la « première arche du côté de la porte aux houilles ». En 1685 le chantier de restauration est interrompu, François Romain est parti à Paris pour la construction urgente du pont Royal. La reconstruction des huit arches du pont, suivant le principe mis en place par François Romain pour la première arche, reprend en 1696 et ne s'achève qu'en 1716.
Lors de la construction du canal de Maastricht-Liège en 1850, l'arche antique est réapparue et fut partiellement démolie.

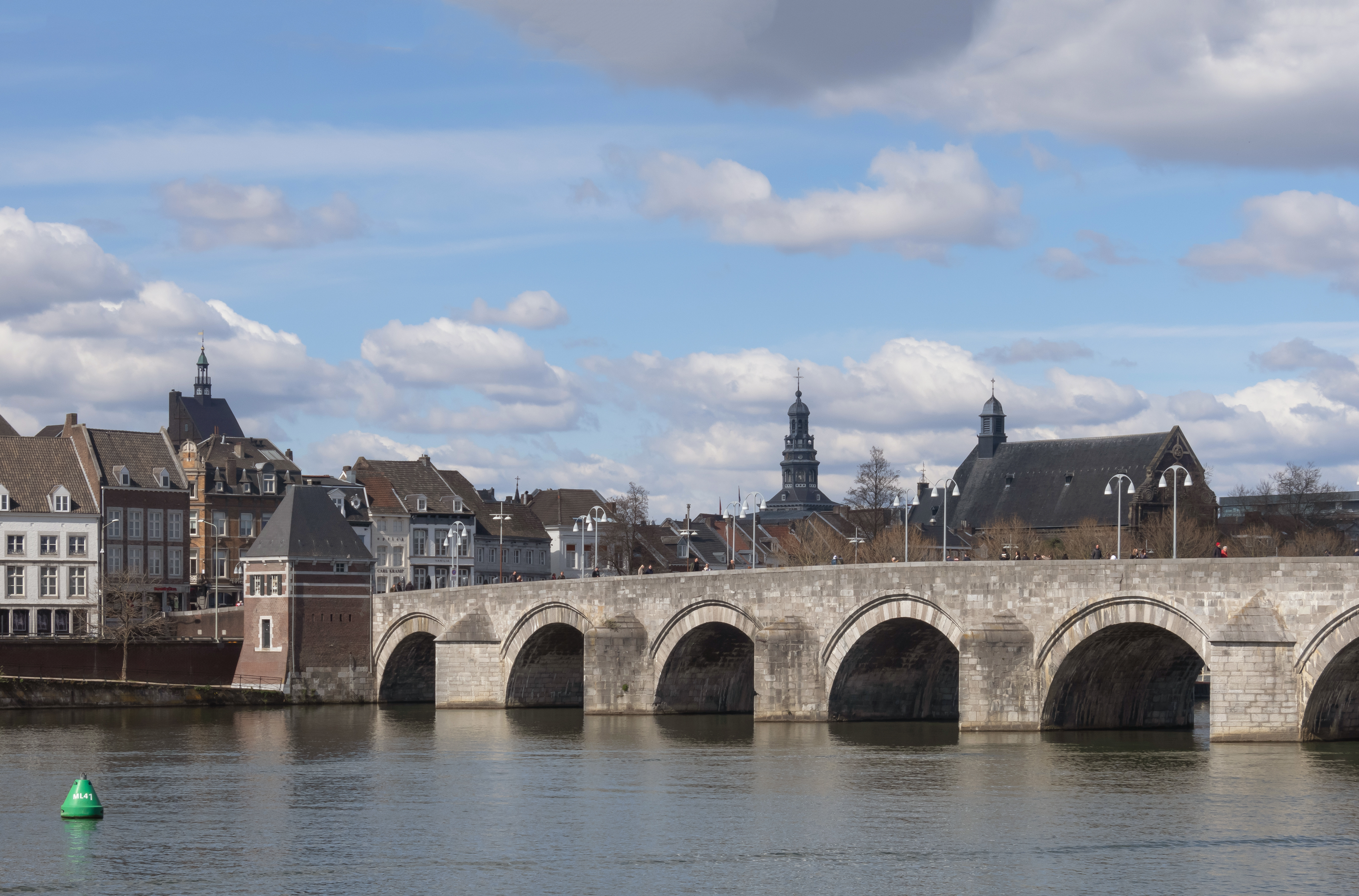
Pont Saint-Servais avec la vue sur le centre

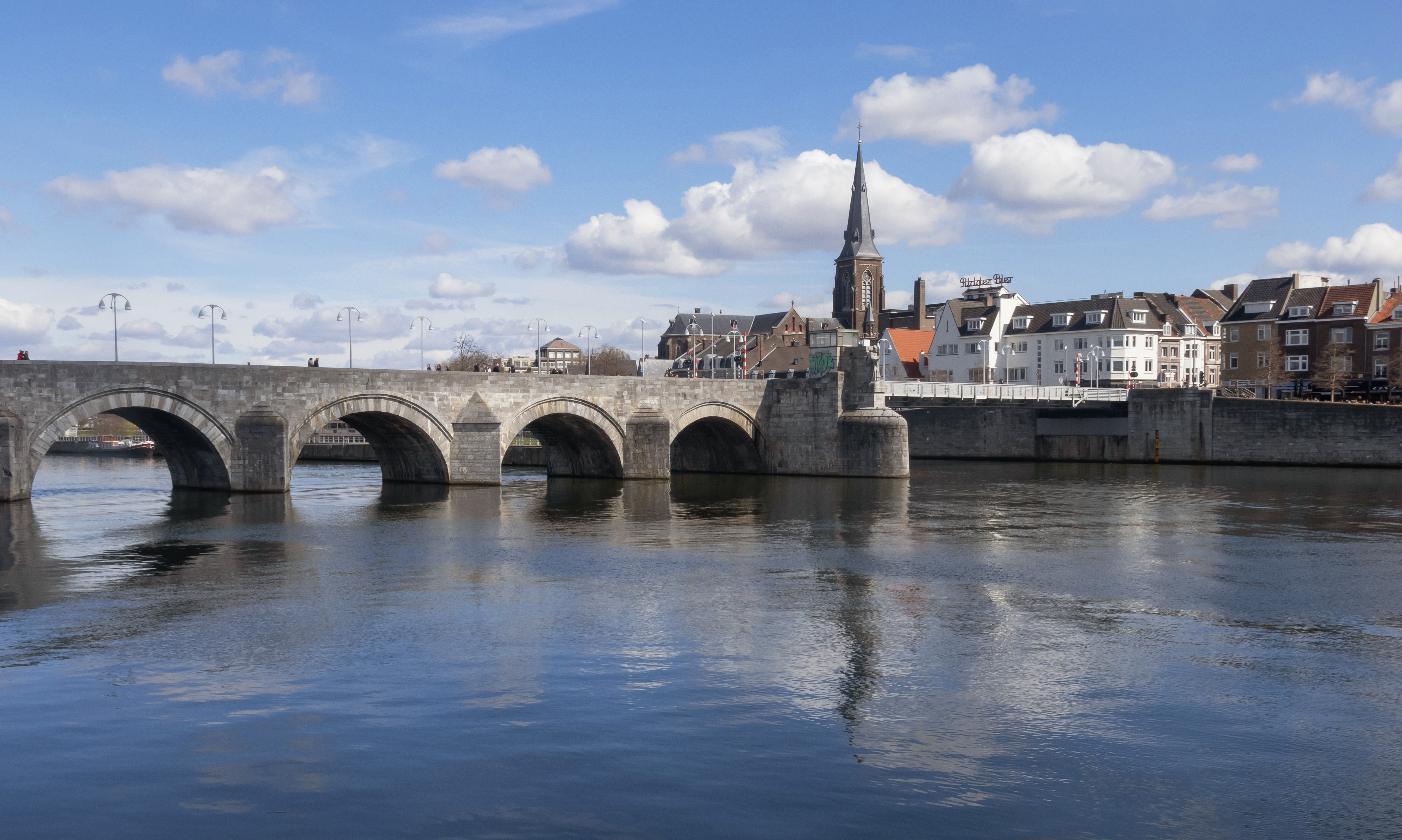
Pont Saint-Servais avec la vue sur Wijck